# Chlístov (Okrouhlice)
Chlístov (německy Chlistow) je malá vesnice, část obce Okrouhlice v okrese Havlíčkův Brod. Nachází se asi 2 km na jihovýchod od Okrouhlice. Prochází zde silnice II/150. V roce 2009 zde bylo evidováno 45 adres. V roce 2001 zde trvale žilo 100 obyvatel.
Chlístov leží v katastrálním území Chlístov u Okrouhlice o rozloze 1,77 km².

## Pamětihodnosti
U hasičské zbrojnice stojí pomník Mistra Jana Husa, nesoucí text:

1415 – 1915

M. J. HUSOVI